# Saison 2 de Titans
 (septembre 2019).
Si vous disposez d'ouvrages ou d'articles de référence ou si vous connaissez des sites web de qualité traitant du thème abordé ici, merci de compléter l'article en donnant les références utiles à sa vérifiabilité et en les liant à la section « Notes et références ».
Chronologie
Saison 1 Saison 3
La deuxième saison de Titans (Titans), série télévisée américaine, est constituée de treize épisodes et a été diffusée du 6 septembre 2019 au 29 novembre 2019 sur DC Universe, aux États-Unis.

## Synopsis
Les Titans, toujours sous la direction de Dick Grayson, doivent affronter de nouveaux dangers et le plus dangereux est Deathstroke, surgissant du passé de notre jeune héros.

## Distribution

### Acteurs principaux
- Brenton Thwaites : Dick Grayson / Nightwing
- Teagan Croft : Rachel Roth / Raven
- Anna Diop : Kory Anders / Koriand'r / Starfire
- Ryan Potter : Garfield « Gar » Logan / Beast Boy
- Conor Leslie : Donna Troy / Wonder Girl
- Curran Walters : Jason Todd / Robin
- Minka Kelly : Dawn Granger / Dove
- Alan Ritchson : Hank Hall / Hawk
- Chelsea T. Zhang : Rose Wilson / Ravager (à partir de l'épisode 2)
- Joshua Orpin : Conner Kent / Superboy (à partir de l'épisode 6)

### Acteurs récurrents
- Michael Mosley : Arthur Light / Docteur Light (épisodes 2 à 5)
- Demore Barnes : William Randolph Wintergreen (épisodes 1, 4, 7 à 8, 12)
- Iain Glen : Bruce Wayne (épisodes 1 et 2, 7, 11 à 13)
- Esai Morales : Slade Wilson / Deathstroke (épisodes 1, 3 à 5, 7 à 8, 11 à 13)
- Natalie Gumede : Mercy Graves (épisodes 6 et 7, 10 à 13)

### Acteurs invités
- Rachel Nichols : Angela Azarath (épisode 1)
- Seamus Dever : Trigon (épisode 1)
- Spencer Macpherson : Ellis (épisode 2)
- Hanneke Talbot : Selinda Flinder / Shimmer (épisode 2)
- Robbie Jones : Faddei (épisodes 2 et 3, 9)
- Drew Van Acker : Garth / Aqualad (épisode 4)
- Mayko Nguyen : Adeline Wilson (épisodes 4 et 8, 9, 12)
- Chella Man : Jericho Wilson (épisodes 4 et 8, 12 et 13)
- Ann Magnuson : Jillian (épisodes 4 et 8)
- Drew Davis : Andre (épisode 4)
- Daniel Beirne : Jacob Finlay (épisode 4)
- Jenny Brizard : Elena (épisode 4)
- Carlos Pinder : John (épisode 4)
- Peter MacNeill : Lionel Luthor (épisode 6)
- Genevieve Angelson : Docteur Eve Watson (épisodes 6 et 7)
- Raoul Bhaneja : Walter Hawn (épisodes 6, 10, 12 et 13)
- Sarah Deakins : Martha Kent (épisode 6)
- Curtis Lum : Benny (épisode 7)
- Natalie Liconti : Voix originale de MC (épisode 7)
- Oluniké Adeliyi : Matisse (épisode 7)
- Elizabeth Whitmere : Peg (épisode 9)
- Damaris Lewis : Blackfire (épisodes 9 et 13)
- Evan Jones : Len Armstrong (épisode 10)
- Rey Gallegos : Santos (épisode 10)
- Orel De La Mota : Rafael (épisode 10)
- Julian Works : Luis (épisode 10)
- Michael Reventar : Carlos (épisode 10)
- Jill Niedoba : La femme de Mercy (épisode 10)
- Tameka Griffiths : Eriel (épisodes 10 et 11)
- Ish Morris : Caleb (épisode 10)
- Sydney Kuhne : Dani (épisodes 10 et 11)
- McKinley Freeman : Justin (épisode 11)
- Drew Scheid : Faux Hawk (épisode 12)
- Patrick Garrow : MC (épisode 12)
- Currie Graham : Stu (épisode 12)
- Paula Mcneill : Jan (épisode 12)
- Rashaana Cumberbatch : Lily (épisode 12)
- Jennifer Hsiung : Mei (épisode 12)

## Liste des épisodes

### Épisode 1:Trigon
- États-Unis /  Canada : 6 septembre 2019 sur DC UNIVERSE (première diffusion)
- France : 10 janvier 2020 sur Netflix

- Rachel Nichols (Angela Azarath)
- Seamus Dever (Trigon)
- Demore Barnes (William Randolph Wintergreen)
- Iain Glen (Bruce Wayne)
- Esai Morales (Slade Wilson)
- Afrodite Drossos (Donna Troy adolescente)
- Adam Langton (Père de Donna)
- Kristian Kadirgamar (Journaliste reporter)
- Zack Thompson (Caissier)
- Danijel Mandic (L'homme étrange)
- Kathy Maloney (Agent de l'ATF)

Alors que tous sont emprisonnés dans la maison d'Angela, Dick se retrouve sous l'emprise ténébreuse de Trigon. Ce dernier tente de rallier Rachel à sa cause, mais elle refuse et cherche à s'enfuir avec Gart. À l'extérieur du champ de force, Kory et Donna sont impuissantes. Pendant ce temps, au Manoir Wayne, Hank et Dawn cherchent Batman, mais ils ne rencontrent que Jason Todd, resté seul, pendant que Bruce est à l'autre bout du monde avec la Ligue des Justiciers. Le nouveau Robin décide de les accompagner pour délivrer Rachel. Alors que tout semble aller de mal en pis, le trio rejoint Kory et Donna. Ils traversent tous le champ de force. Un à un, ils tombent sous le pouvoir du démon. Devenus maléfiques, ils s'en prennent à Gar et le passent à tabac. Trigon, qui est parvenu à briser le cœur de sa fille en paraissant tuer Gar, trouve un cristal rouge qu'il lui implante sur le front. Dépositaire de ses nouveaux pouvoirs, la jeune femme peut accomplir la prophétie : la destruction de la Terre par Trigon. Ce dernier, qui désormais a perdu son apparence humaine, révèle sa vraie nature : un monstre hideux qui détruit toute vie lorsqu'il foule le sol de son empreinte.
Gar, sérieusement blessé, se transforme en serpent et se glisse doucement vers Rachel. Reprenant sa forme initiale, il lui prend la main. À son contact, elle redevient humaine. Après avoir rendu ses esprits à Dick, elle se rend près de son père et le renvoie dans un éclat de lumière dans son univers alternatif. L'explosion rend aux autres titans leurs esprits. Plus tard, les autorités et les journalistes, mis au courant de la catastrophe naturelle engendrée par Trigon, se rendent sur les lieux. Dick part avec Rachel, Gar et Jason, laissant Donna, Kory, Hank et Dawn. Le nouveau Robin fait le pitre à la télévision en annonçant le retour des Titans. Dans une forêt, Slade Wilson assiste au spectacle. Pris de rage en observant Robin, il se rend à son ancienne demeure : une luxueuse villa dirigée par son majordome Wintergreen. Au sous-sol se trouve une cachette secrète abritant un stock d'armes. Wintergreen lui annonce que les affaires reprennent.

### Épisode 2:Rose
- États-Unis /  Canada : 13 septembre 2019 sur DC UNIVERSE (première diffusion)
- France : sur Netflix

- Iain Glen (Bruce Wayne)
- Michael Mosley (Arthur Light / Docteur Light)
- Spencer Macpherson (Ellis)
- Hanneke Talbot (Selinda Flinder / Shimmer)
- Robbie Jones (Faddei)

Trois mois ont passé depuis la victoire sur Trigon. Alors qu'à San Francisco, le groupe de jeunes super héros prend encore ses marques et s'entraîne dans sa tour. De leur côté, Donna et Kory font équipe à Chicago pour arrêter Shimmer, une super vilaine. Dans le Wyoming, Hank et Dawn s'occupent d'un foyer de réinsertion pour délinquants en élevant des chevaux. À Saint Quentin, le super vilain Docteur Light est délivré par un mystérieux complice qui a massacré les gardes. Peu après, une jeune femme avec des cheveux gris et un œil en moins est poursuivie en voiture par la police de San Francisco. La poursuite est filmée et les Titans ont la possibilité de voir le spectacle à leur base. L'affrontement est spectaculaire et la jeune femme parvient à fausser compagnie aux forces de l'ordre en sautant du haut du parking de l'immeuble qui fait plusieurs étages jusqu'au bâtiment voisin. Dick la retrouve dans la rue, blessée et sans connaissance, et la ramène à la Tour.
De son côté, Dove a décidé de mettre hors d'état de nuire un labo de métamphétamines sans en avoir parlé à Hank, ce qui crée des tensions : depuis le coma de la jeune femme, ils s'étaient mis d'accord pour ne plus renfiler leurs costumes. Soudain, Ellis, un adolescent dont s'occupe Hank entre dans leur chalet, parcouru par une champ de lumière intense qui se propage. Hank et Dawn ont juste le temps de sortir avant que la maison explose. Le jeune couple reconnaît la marque d'un super-vilain qu'ils ont déjà combattu : Docteur Light, qui peut absorber la lumière et la convertir en rayons ou en explosifs. Hank appelle Dick pour l'informer que Docteur Light est sorti et qu'il tue, et Dick lui demande de venir à la tour. Le jeune homme en profite pour appeler Bruce et lui demander conseil concernant la jeune femme qu'il a recueilli, et celui lui explique que pour rejoindre son équipe, la jeune fille aura besoin d'une source de motivation sur laquelle concentrer sa haine.
Kory et Donna finissent par arrêter Shimmer. Pour fêter cette victoire, Kory part acheter des tacos mais elle est abordée par un Tamaréen qui a pris l'aspect d'un afro-américain et l'enlève. Donna revient près du camion du vendeur et ne trouve personne. C'est à ce moment qu'elle reçoit un appel de Hank l'informant de la menace de Light.
- Première apparition de l'actrice Chelsea T. Zhang dans la distribution principale.
- Lorsque Donna et Kory sont dans le véhicule d'observation, Donna fait référence à Roy Harper, alias Red Arrow, qui lui a donné des informations sur Shimmer.

### Épisode 3:Les Fantômes
- États-Unis /  Canada : 20 septembre 2019 sur DC UNIVERSE (première diffusion)
- France : sur Netflix

- Esai Morales (Slade Wilson / Deathstroke)
- Robbie Jones (Faddei)
- Michael Mosley (Arthur Light / Docteur Light)

### Épisode 4:Aqualad
- États-Unis /  Canada : 27 septembre 2019 sur DC UNIVERSE (première diffusion)
- France : sur Netflix

- Esai Morales (Slade Wilson / Deathstroke)
- Michael Mosley (Arthur Light / Docteur Light)
- Demore Barnes (William Randolph Wintergreen)
- Drew Van Acker (Garth / Aqualad)
- Mayko Nguyen (Adeline Wilson)
- Chella Man (Joseph Wilson / Jericho)
- Ann Magnuson (Jillian)
- Drew Davis (Andre)
- Daniel Beirne (Jacob Finlay)
- Jenny Brizard (Elena)
- Carlos Pinder (John)

Cinq ans auparavant, Deathstroke assassine de nombreuses personnes à San Francisco, tout en surveillant son fils muet Jericho resté sous la tutelle de son ex-compagne Elena. De leur côté, l'équipe des Titans, composée d'Hawk et Dove, Wonder Girl, Robin et Aqualad, est aux prises avec le Docteur Light. Ce dernier, en quête de puissance, est à la recherche d'une machine capable de régénérer à volonté ses pouvoirs luminiques. Après avoir assassiné Jacob Finlay, son inventeur, il se procure enfin l'invention tant convoitée. L'intervention des Titans finit par le mettre hors d'état de nuire.

### Épisode 5:Deathstroke
- États-Unis /  Canada : 4 octobre 2019 sur DC UNIVERSE (première diffusion)
- France : sur Netflix

- Esai Morales (Slade Wilson / Deathstroke)
- Michael Mosley (Arthur Light / Docteur Light)

San Francisco, quelques minutes après la disparition de Robin : Jason est retenu prisonnier par le Docteur Light dans une cachette secrète. Après avoir mis hors d'état de nuire ce dernier en l'assommant, il s'enfuit mais est aussitôt intercepté par Deathstroke. Gar, qui est revenu du métro, tente de réveiller Rachel. Cette dernière a de plus en plus de mal à contrôler ses pouvoirs durant son sommeil, et blesse le jeune homme avec un étrange nuage noir, qui blesse le jeune métamorphe. Elle sursaute lorsqu'elle l'entend crier. Les deux rejoignent le reste de l'équipe et les informent de la capture du jeune super-héros. Dawn, Dick, Donna et Hank se rendent sur les lieux de l'enlèvement. Ils sont épiés par une caméra cachée dans un mur mais Dick la trouve et la détruit. Dans sa base secrète, Light est furieux contre son associé, car il voulait en finir une bonne fois pour toutes avec les Titans mais Deathstroke l'en a empêché. Il décide de s'en occuper seul et laisse son partenaire. Deathstroke le tue d'une balle dans la tête et dissimule sur son corps le traceur implanté dans la jambe de Jason.
Les Titans retrouvent le corps de Light avec un portable à côté de lui : Deathstroke les appelle et leur affirme qu'il laissera Jason vivant en échange de sa fille Rose. Pendant ce temps, Kory est revenue et retrouve Rachel. La jeune fille lui explique que depuis sa transformation par Trigon, elle a changé et sent en elle une puissance malveillante. Les anciens Titans se réunissent dans la salle d'entraînement pour déterminer le plan de contre-attaque. Gar, Rachel et Rose écoutent les arguments par le biais de la caméra de surveillance. Il est finalement décidé de rendre Rose à Deathstroke. La jeune femme, entendant cela, s'enfuit en mettant K.O. Hawk mais c'est Rachel qui la blesse mortellement grâce à ses pouvoirs sous les yeux des anciens Titans. Alors que Dawn s'approche d'elle pour sentir son pouls, quelque chose d'extraordinaire se produit : Rose guérit automatiquement de ses blessures et ses os détruits se remettent en place. Dick élabore un plan pour arrêter Deathstroke et envoie les anciens Titans à plusieurs endroits de la ville.

### Épisode 6:Conner
- États-Unis /  Canada : 11 octobre 2019 sur DC UNIVERSE (première diffusion)
- France : sur Netflix

- Peter MacNeill (Lionel Luthor)
- Genevieve Angelson (Dr Eve Watson)
- Raoul Bhaneja (Walter Hawn)
- Natalie Gumede (Mercy Graves)
- Sarah Deakins (Martha Kent)

Un jeune homme s'échappe des laboratoires Cadmus avec un chien, laissant les corps des gardes morts derrière lui. Quelques heures après, Mercy Graves appelle le Dr Eve Watson, encore ivre de sa soirée, et la charge personnellement de superviser la capture de celui qui est désigné comme le Sujet 13, qu'elle connait bien pour avoir participé à sa création : le jeune homme est un clone génétique créé à partir de la combinaison des ADN de Superman et de Lex Luthor, mais sa jeunesse, son isolement prolongé et les souvenirs dont il a hérités génétiquement le rendent potentiellement instable.
Le Sujet 13, qui se fait appeler Conner, du nom marqué sur la tenue d'employé qu'il a récupéré dans sa fuite, découvre le monde extérieur avec son chien Krypto, mais le mélange des souvenirs de Clark Kent et Lex Luthor entretiennent sa confusion. Il repère un t-shirt noir marqué du signe de Superman et pour l'acheter, fait peur à une victime de braquage qu'il venait de sauver. En suivant ses souvenirs, il arrive au Kansas et découvre la ferme de Lionel Luthor, un vieil homme aveugle qui accueille le jeune homme pour la soirée mais prend peur en découvrant qu'il a les souvenirs de Lex se faisant battre par son père.
Un bataillon d'hommes armés arrive alors, et Conner et Krypto les tuent sans difficulté grâce à leurs pouvoirs kryptoniens. Il trouve Eve Watson, qui décide de fuir Cadmus et de l'aider. Quand elle voit que les mémoires mélangées de ces deux géniteurs le plongent dans la confusion sur son identité, Watson décide de l'emmener dans une usine désaffectée ayant servi de façade à Cadmus et laisse Conner trouver les corps des premiers essais de clonage, dont elle avoue avoir aidé à la réussite. Elle laisse Conner fuir en lui conseillant de ne pas chercher à être un héros et rester caché. Mercy Graves retrouve Watson peu après et comprenant sa trahison, décide d'utiliser des armes chargées de Kryptonite verte contre le Sujet 13.

### Épisode 7:Bruce Wayne
- États-Unis /  Canada : 18 octobre 2019 sur DC UNIVERSE (première diffusion)
- France : sur Netflix

- Esai Morales (Voix originale de Slade Wilson / Deathstroke)
- Iain Glen (Bruce Wayne)
- Demore Barnes (William Randolph Wintergreen)
- Genevieve Angelson (Docteur Eve Watson)
- Natalie Gumede (Mercy Graves)
- Curtis Lum (Benny)
- Natalie Liconti (Voix originale de MC)
- Oluniké Adeliyi (Mati Matisse)

Conner est ramené à la Tour des Titans où il délire à cause de l'exposition à la kryptonite et Kory est impuissante à le soigner. Jason ne veut pas admettre que la chute l'a profondément traumatisé. Dick décide alors de retrouver Deathstroke seul, motivé par des visions de Bruce Wayne qui le confrontent à sa colère et ses choix douteux. Il retrouve un ancien indic, Benny, et le force à lui donner le refuge de Wintergreen, l'homme de mains de Slade Wilson. Benny lui donne le nom de Mati Matisse, une ancienne amante du mercenaire, qui lui indique l’hôtel de Wintergreen.
Eve Watson parvient à libérer le chien Krypto qui le mène à la tour. Elle ausculte Conner et pense que sa morphologie kryptonienne pourrait être guérie par la lumière du soleil. Kory utilise son pouvoir de feu, protégée par les ténèbres de Rachel, pour irradier Conner et le soigner. Dans la tour, Hank, Dawn et Donna trouvent des objets leur rappelant de mauvais souvenirs. Ils en viennent à accuser Jason, encore perturbé par sa chute et par le fait que Rose a remarqué que Dick possédait des affaires de son frère Jericho.

### Épisode 8:Jericho
- États-Unis /  Canada : 25 octobre 2019 sur DC UNIVERSE (première diffusion)
- France : sur Netflix

- Esai Morales (Slade Wilson / Deathstroke)
- Demore Barnes (William Randolph Wintergreen)
- Ann Magnuson (Jillian)
- Mayko Nguyen (Adeline Wilson)
- Chella Man (Jericho Wilson)

Plusieurs années auparavant, Jericho Wilson était devenu proche des Titans, qui comptaient toujours l'utiliser pour obtenir des informations sur son père. En confiance, il finit par révéler le peu qu'il sait : ancien soldat, Slade a subi des expériences qui ont augmenté ses capacités physiques, et Jéricho s'est retrouvé face à des hommes dangereux qui ont causé son mutisme en tentant de l'attaquer chez lui et l'ont blessé à la gorge. Les Titans ont fini par sincèrement apprécier le jeune homme et quand Jéricho a découvert que les sérums injectés à son père lui ont donné le pouvoir de prendre possession du corps d'autres personnes, Dick a révélé la vérité au jeune homme : que les Titans se sont au départ rapprochés de lui pour atteindre son père, mais que désormais, ils l'appréciaient sincèrement, et lui a proposé de devenir un Titan.

### Épisode 9:Expiation
- États-Unis /  Canada : 1er novembre 2019 sur DC UNIVERSE (première diffusion)
- France : sur Netflix

- Robbie Jones (Faddei)
- Mayko Nguyen (Adeline Wilson)
- Elizabeth Whitmere (Peg)
- Damaris Lewis (Blackfire)

De retour dans le présent, Dick finit de raconter toute la vérité sur la mort de Jericho aux Titans. Révoltés qu'il ait caché la vérité si longtemps, tous la tour sauf Gar : Rachel part avec Donna avant de lui fausser compagnie et Hank et Dawn retournent au Wyoming. De son côté, Kory apprend que Faddei est revenu sur Terre. Dick finit par partir également, laissant Conner aux soins de Gar.
Quatre jours passent avant que le clone kryptonien ne se réveille. Gar préfère ne pas appeler Bruce Wayne et s'occuper lui-même du jeune homme, dont il découvre les pouvoirs mais aussi la naïveté. Il tente de l'ouvrir au monde mais les choses tournent mal quand Conner s'en prend à des policiers. Kory suit Faddei qui a de mauvaises nouvelles : la sœur de Kory, Blackfire, a massacré la cour royale de leur planète, s'est auto-proclamée reine et compte traquer sa sœur. Kory comprend que Faddei a l'esprit possédé par le pouvoir de Blackfire et doit le tuer avant de jurer vengeance.

### Épisode 10:La Débâcle
- États-Unis /  Canada : 8 novembre 2019 sur DC UNIVERSE (première diffusion)
- France : sur Netflix

- Natalie Gumede (Mercy Graves)
- Raoul Bhaneja (Walter Hawn)
- Evan Jones (Len Armstrong)
- Rey Gallegos (Santos)
- Orel De La Mota (Rafael)
- Julian Works (Luis)
- Michael Reventar (Carlos)
- Jill Niedoba (La femme de Mercy)
- Tameka Griffiths (Eriel)
- Nickie Lawrence (Annie, l'employée de la soupe populaire)
- Ish Morris (Caleb)
- Sydney Kuhne (Dani)

Dick s'est laissé arrêter et condamné à 7 ans de réclusion pour agression d'un agent fédéral après avoir attaqué les policiers de l'aéroport. Détenu au Kane County Correctional Facility, Dick se fait vite remarquer par un garde qui se propose de le protéger en échange d'informations mais Dick refuse. Ses trois compagnons de cellule sont des immigrés de Corto Maltese, qui se retrouvent forcés de tuer Dick pour ne pas être tués à leur tour par leurs anciens partenaires de gang. Comme ils refusent de tuer Dick, l'un d'entre eux est tué. La nuit suivante, les deux survivants, Rafi et Luis, tentent de s'évader pendant leur transfert et Dick sort de sa cellule pour les aider à fuir.
Rachel vit dans les rues de Chicago et rencontre Dani, elle aussi en fuite, à une soupe populaire. En découvrant que Dani a un petit ami violent, Caleb, Rachel utilise ses pouvoirs pour le faire fuir, mais elle ne réalise pas qu'elle a donné vie à une gargouille qui massacre Caleb un peu plus tard.
Conner essaie de se cacher dans San Francisco. Krypto mène Gar vers le jeune homme, qui retourne à la Tour des Titans quand les hommes de Cadmus les retrouvent. Ils sont finalement capturés, Mercy Graves découvrant les pouvoirs de Gar, et Conner accepte de les suivre en échange de soins pour ses troubles mentaux. Graves reconnait l'oeuvre de Niles Caulder derrière les capacités de Gar et tente de le convaincre de les rejoindre, mais il reste loyal envers les Titans.

### Épisode 11:E.L._.O.
- États-Unis /  Canada : 15 novembre 2019 sur DC UNIVERSE (première diffusion)
- France : sur Netflix

- Esai Morales (Slade Wilson / Deathstroke)
- Iain Glen (Bruce Wayne)
- Natalie Gumede (Mercy Graves)
- McKinley Freeman (Justin)
- Sydney Kuhne (Dani)
- Tameka Griffiths (Eriel)

Dick est placé en isolation, malade à cause des mauvaises conditions de détention. Ses hallucinations de Bruce Wayne lui reviennent, lui reprochent de fuir ses responsabilités par rapport à Jericho et aux Titans, et le poussent à se reprendre et prendre conscience d'un détail qu'il a manqué lors de sa dernière rencontre avec Deathstroke.
Kory, Rachel, Donna et Dawn reçoivent d'étranges messages les amenant à faire route vers un restaurant perdu d'Elko. Quand elles s'y rejoignent, elles sont accueillies par Bruce Wayne, qui les pousse à reformer les Titans. Donna et Dawn partent retrouver Gar, pendant que Rachel et Kory vont au pénitencier où est détenu Dick, mais sa cellule est vide et il a laissé un message : Jericho est vivant, retenu dans le corps de son père.

### Épisode 12:L'Imposteur
- États-Unis /  Canada : 22 novembre 2019 sur DC UNIVERSE (première diffusion)
- France : sur Netflix

- Esai Morales (Slade Wilson / Deathstroke)
- Natalie Gumede (Mercy Graves)
- Demore Barnes (William Randolph Wintergreen)
- Mayko Nguyen (Adeline Wilson)
- Chella Man (Jericho Wilson)
- Raoul Bhaneja (Walter Hawn)
- Drew Scheid (Faux Hawk)
- Patrick Garrow (MC)
- Currie Graham (Stu)
- Paula Mcneill (Jan)
- Rashaana Cumberbatch (Lily)
- Jennifer Hsiung (Mei)

A présent asservi par Cadmus, Gar massacre les clients d'un café en utilisant ses pouvoirs. Walter Hawn commence à comprendre les intentions de Mercy Graves quand il est surpris par Donna et Dawn, qui l'ont vu sur les caméras de surveillance de la tour des Titans. Il leur révèle l'existence de Cadmus, qui a également soumis Conner au lavage de cerveau, mais ignore le plan final de Graves.
Kory a remarqué que depuis sa confrontation avec sa sœur, elle ne maitrise plus ses pouvoirs. En apprenant l'attaque de Gar, Kory décide de prendre Rachel et la ramener à San Francisco, laissant Dick se débrouiller seul. Celui-ci a voulu informer Adeline que Jericho est dans le corps de Slade avant de retrouver le concepteur des tenues de Batman et Robin pour obtenir une nouvelle tenue.
Rose finit par tout révéler à Jason : depuis qu'elle a découvert ses pouvoirs de guérison trois ans auparavant, elle a retrouvé son père qui l'a entrainée et impliquée pour détruire l'unité des Titans. Furieux d'avoir encore été manipulé, Jason la quitte. Deathstroke la contacte peu après pour qu'ils se réunissent alors que les Titans se reforment.
Hank s'est réfugié au Wyoming, où il gagne de l'argent dans des combats en cage et sombre dans la cocaïne. Il devient tellement confus qu'il ne se souvient plus un soir avoir vendu son costume pour quelques dollars à un adolescent.

### Épisode 13:Nightwing
- États-Unis /  Canada : 29 novembre 2019 sur DC UNIVERSE (première diffusion)
- France : sur Netflix

- Esai Morales (Slade Wilson / Deathstroke)
- Natalie Gumede (Mercy Graves)
- Iain Glen (Bruce Wayne)
- Chella Man (Jericho Wilson)
- Raoul Bhaneja (Walter Hawn)
- Damaris Lewis (Blackfire)

Donna, Rachel, Dawn et Kory apprennent que Gar a été relâché sur une fête foraine. En se rendant sur place, elles sont attaquées par Deathstroke. Kory constate qu'elle n'a plus ses pouvoirs et est blessée par une balle. Elles sont sauvées par Dick, muni de son nouveau costume de Nightwing. Rose arrive également et se range du côté des Titans. Avec l'aide de Dick, elle parvient à blesser mortellement son père et au moment de sa mort, Jericho parvient à sortir de l'esprit de Slade pour rejoindre celui de sa demi-sœur.
Les Titans n'ont pas le temps de se réjouir car Gar attaque tout le monde et Mercy Graves a lancé la phase 2 de son plan : faire passer Conner comme le sauveur afin de le vendre comme arme humaine au plus offrant. Les Titans, réunis avec l'arrivée de Hank, le retiennent pendant que Bruce Wayne intercepte les communications avec les enchères. Rachel parvient à libérer Gar de son contrôle mental, mais pour Conner, l'emprise est plus profonde et Rachel doit envoyer Dick dans son esprit afin de le libérer. Cadmus est finalement arrêté, mais les dégâts sont considérables. Un pylône s'effondre sur Dawn et Donna la sauve, mais meurt électrocutée.
Le corps de Donna est renvoyé à Themyscira et Rachel choisit de partir pour l'île, le temps qu'elle maîtrise ses pouvoirs changeants et espérant pouvoir la ramener à la vie. Dick accueille les Titans restants dans la tour et Bruce Wayne vient le soutenir dans ses efforts de maintenir l'équipe soudée malgré les épreuves. Kory et Dawn interrogent Bruce Wayne sur Elko et à leur surprise, il nie être à l'origine de la rencontre dans le diner, ce qui les amène à penser qu'il s'agissait en réalité d'une illusion générée par Rachel dont les pouvoirs grandissent.